# Kocurypelta
Kocurypelta — рід викопних плазунів ряду етозаврів. Описаний у 2021 році. Відомий один вид.

## Скам'янілості
Викопні рештки плазуна знайдені у 2012 році у селі Коцури на півдні Польщі. Було виявлено рештки верхньої щелепи, три спинних остеодерми та одна вентральна остеодерма.